# Andrzej Slaski
Andrzej Slaski (XVIII-XIX w.) – jeden z głównych organizatorów powstania kościuszkowskiego, współtwórca (z bratem Janem Slaskim) oddziałów kosynierów.
Pochodził z rodu Slaskich h. Grzymała. Był synem Adama Slaskiego, pułkownika wojsk polskich.